# Zheng-Guo-Kanal

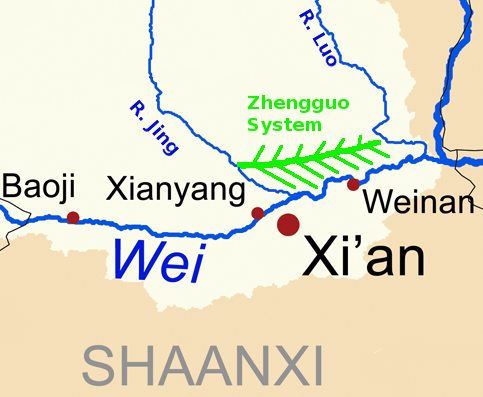
Lage des Zheng-Guo-Kanals

Der Zheng-Guo-Kanal (chinesisch 鄭國渠 / 郑国渠, Pinyin Zhèng Guó Qú, W.-G. Cheng-kuo ch’ü) ist ein großer Kanal in China, der 246 v. Chr. im alten Reich Qin abgeschlossen wurde. Er wurde von Zheng Guo erbaut. 
Der Kanal brachte das Wasser des Flusses Jing Shui (泾水) von Zhongshan aus (im heutigen Kreis Jingyang, Provinz Shaanxi) über 150 km westwärts zum Luo-Fluss und versorgte so die trockene Zentral-Shaanxi-Ebene (Guanzhong-Ebene) mit ausreichend Wasser. 
Der Kanal war ursprünglich Teil eines gegen seinen Rivalen Qin gerichteten Vorhabens des Königs des Staates Han: Die Ressourcen des Qin-Staates sollten durch dieses zivile Projekt langfristig gebunden werden. Die Qin jedoch schlossen die Bauarbeiten erfolgreich ab, und die Bewässerung von vielen tausend Quadratkilometern zusätzlichen Ackerlandes lieferte dem Königreich ausreichend Mittel, sein bereits gewaltiges Heer weiter zu vergrößern. 
Bis heute ist das den Zheng-Guo-Kanal umgebende Land besonders fruchtbar.
Die drei großen Wasserbauprojekte im alten China der Vor-Han-Zeit waren:
- der Zheng-Guo-Kanal
- das Bewässerungssystem von Dujiangyan
- der „Magische Kanal“ (Lingqu)

Der Kanal steht seit 1996 auf der Liste der Denkmäler der Volksrepublik China (4-31).